# Ellennyomásfék
Az ellennyomásfék egy dinamikus fékezési mód gőzmozdonyokon, amikor is a hajtó gőzhengerek munkáját használják fel a mozdony fékezésére. Az ellennyomásfékkel a kerékabroncsok, fékbetétek túlzott kopása és túlmelegedés veszélye nélkül lehet fékezni.
Az ellennyomásfék nem tévesztendő össze az ellengőzfékezéssel, amely egyedül nem alkalmas fékezésre, más fékezési eljárásokkal együtt a fékhatás növelésére.

## Kifejlesztése
A fékezési mód kifejlesztése Niklaus Riggenbach nevéhez fűződik, így utána Riggenbach-ellennyomásféknek nevezik. Ezt a fékezési módot először az 1871-ben megnyitott Vitznau-Rigi-Bahnon alkalmazták. Az elvet skót mérnökök dolgozták ki és John Haswell mérnök a Semmerigbahn Virbona nevű mozdonyán már 1851-ben alkalmazta.

## Működése

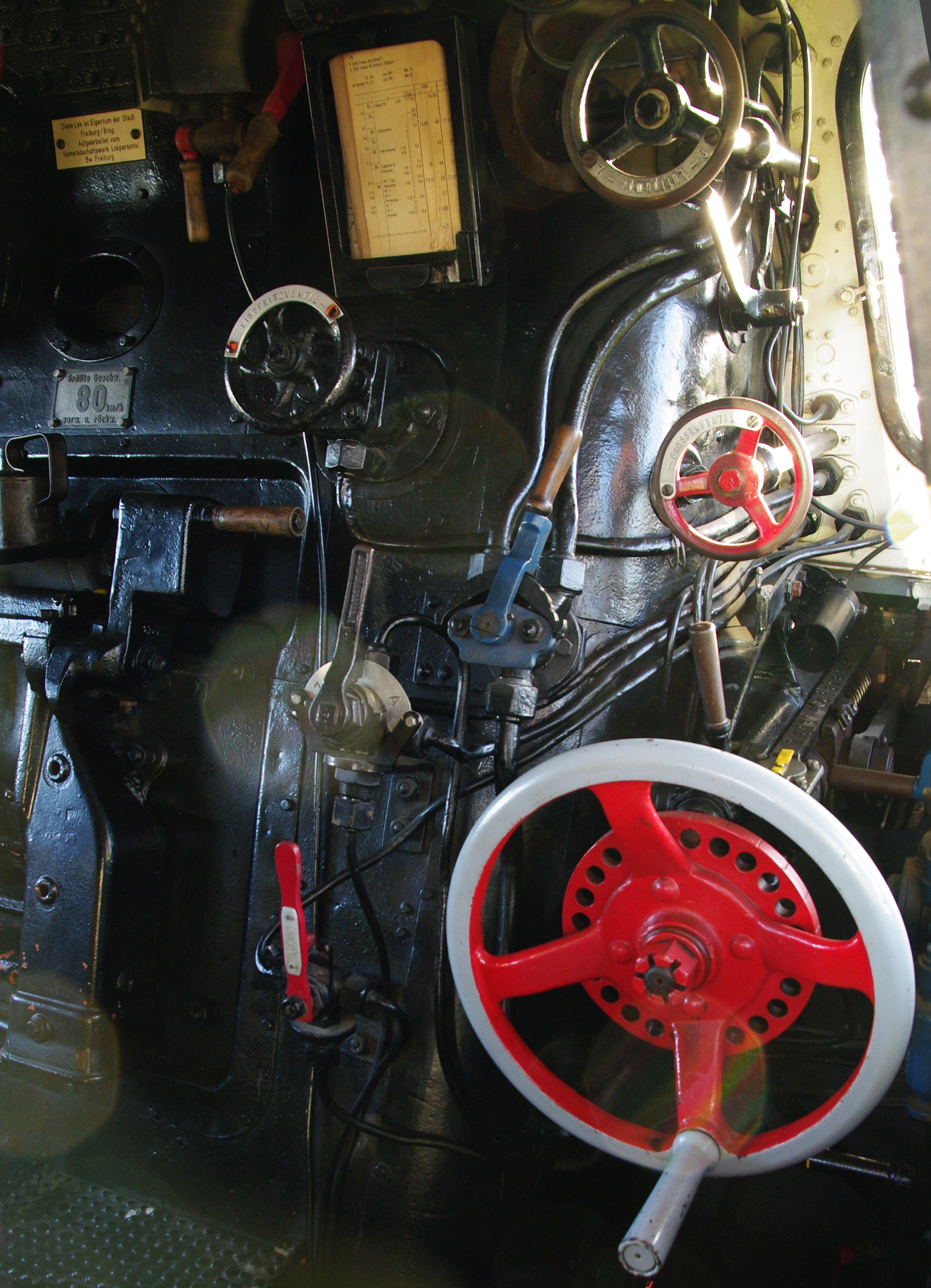
Bedienelemente für Gegendruckbremse im Führerstand einer Lok der Baureihe 85. Das Bild ist insoweit annotiert, bitte auf das Vorschaubild klicken und anschließend den Mauszeiger über das Bild bewegen.

Az ellennyomás fék elve, hogy a gőzhengereket, mit dugattyús kompresszort légsűrítésre alkalmazzuk. 
A gőz miután átadta teljesítményét a dugattyúnak, a hengerből a füstkamrában lévő fúvócsövön át távozik a kéményen. Kompresszor mód esetén – módosított levegő hozzávezetés nélkül – a fúvócsövön át füstgázzal szennyezett levegő kerülne a hengerekbe. Ennek elkerülése érdekében a fúvócső a füstkamra felé zárható. Ellennyomás-fékezésnél egy külön szívónyíláson át tiszta levegőt szív be a szabadból. A
A szelep felszerelésé nincs jellegzetes pont meghatározva, de általában a henger közelébe szerelik fel.A féket a tényleges haladási iránynak megfelelően egy szabályzóval a mozdonyvezető állítja be egy csúszka segítségével. A friss levegő-szívónyílásnak nincs jellegzetes szerelési helye, de általában a henger.közelében van Ezen kívül van még a mozdonyvezető által a vezérléssel ellentétben a tényleges menetiránynak megfelelően beállított és a tolattyúszekrényen át működtetett lefúvószelep. A lefúvószelepen keresztül jut a sűrített levegő, általában egy hozzákapcsolt hangtompítón át a szabadban Így a tolattyúszekrény és a beömlőcső között keletkezett nyomás a szabályzó és a tolattyúszekrény között nem egyszerre jelenik meg, hanem a szabályzó fojtószelepként működve szabályozza az ellennyomást. Amikor a német Reichsbahn mozdonyait ellennyomásfékkel látták el, az volt az előírás, hogy az tolattyúszekrény nyomása a 6 atmoszférát nem haladhatta meg.
Az ellennyomásféktől egy rudazat biztosított kapcsolatot a vezérállásba, mellyel az összetett szabályzás megoldott . Az ellennyomás fékhatás automatikusan kialakul amint a vezérlő negatív értéket ér el, vagyis előmeneti állásban hátramenetként működik. Amint a vezérlő elérte a negatív álláspontját, a beömlő és kiömlőcsatorna szabaddá válik.
Erős fékezőmunka esetén a henger túlmelegedése elkerülésére a beszívott levegőbe (meleg)vizet kell beinjektálni. A víz mennyiségét a sűrítés fokának növekedésével növelni kell( általában közvetlenül a vezérlés szabályozza) A víz injektálása nélkül fennáll annak a veszélye, hogy az olajfilm magas hőmérséklettől elpárolog a hengerről.

## A mozdonyok viselkedése ellennyomásfékkel
Az ellennyomás fékkel nem csak egy sebességtől függő beállított fékerőt lehetett tartani a fékteljesítmény a sebesség növekedésével erősödött a beállított fékerő függően sebességet; A fékteljesítmény fokozott még nagyobb sebességgel. Ebben a tekintetben különbözik a súrlódás fékektől, amelyek hatása többnyire csökken a sebesség növekedésével (fading hatás). A tényleges fékteljesítményt közvetlenül a kerékfordulatok számától függ, ami azt jelenti, hogy minél többet fordul a kerék adott idő alatt, annál nagyobb fékerő alkalmazható. A mozdony így, annak ellenére hogy változó meredekségű lejtőkön halad egy szűk sebességtartományban tartható anélkül, hogy valamit meg kellene változtatni a beállításokon, és így egy ideális egyensúlyi fék, fék, amellyel a sebesség – általában lejtőn – tartható de nem fog csökkenteni.
A mai mozdonyokon azon az oldalon, amelyen a sűrített levegő elhagyja a henger, egy hangtompító van. A sűrített levegőt általában a kéményen keresztül távozik, annak érdekében, hogy a huzat a tüzelés számára megmaradjon, és a kisegítő ventilátorra ne legyen szükség. A gőzmozdonyra jellemző kipufogóhang így még aktív ellennyomás féknél is a hangmagasság és a hangerő a szokásos kipufogóhang marad. A kipufogás per kerék fordulat nem változik.

## Alkalmazási területe
A Riggenbach-ellennyomásféket elsősorban azokon a mozdonyokon alkalmazták, melyek hosszú lejtős pályákon használtak, továbbá fogaskerekű mozdonyokon(pl. a der Wiener Kahlenbergbahn. Ezeknek a pályaszakaszoknak üzemeltetéséhez megléte nélkülözhetetlen volt, mint dinamikus féké amely ezekre a mozdonyokra harmadik független fékként elő volt írva.

## Fordítás
- Ez a szócikk részben vagy egészben  a   Gegendruckbremse című német Wikipédia-szócikk fordításán alapul.  Az eredeti cikk szerkesztőit annak laptörténete sorolja fel. Ez a jelzés csupán a megfogalmazás eredetét és a szerzői jogokat jelzi, nem szolgál a cikkben szereplő információk forrásmegjelöléseként.